# Soutelinho da Raia
Soutelinho da Raia ist ein Ort und eine ehemalige Gemeinde (Freguesia) im portugiesischen Kreis (Concelho) von Chaves. Die Gemeinde hatte 150 Einwohner (Stand 30. Juni 2011).

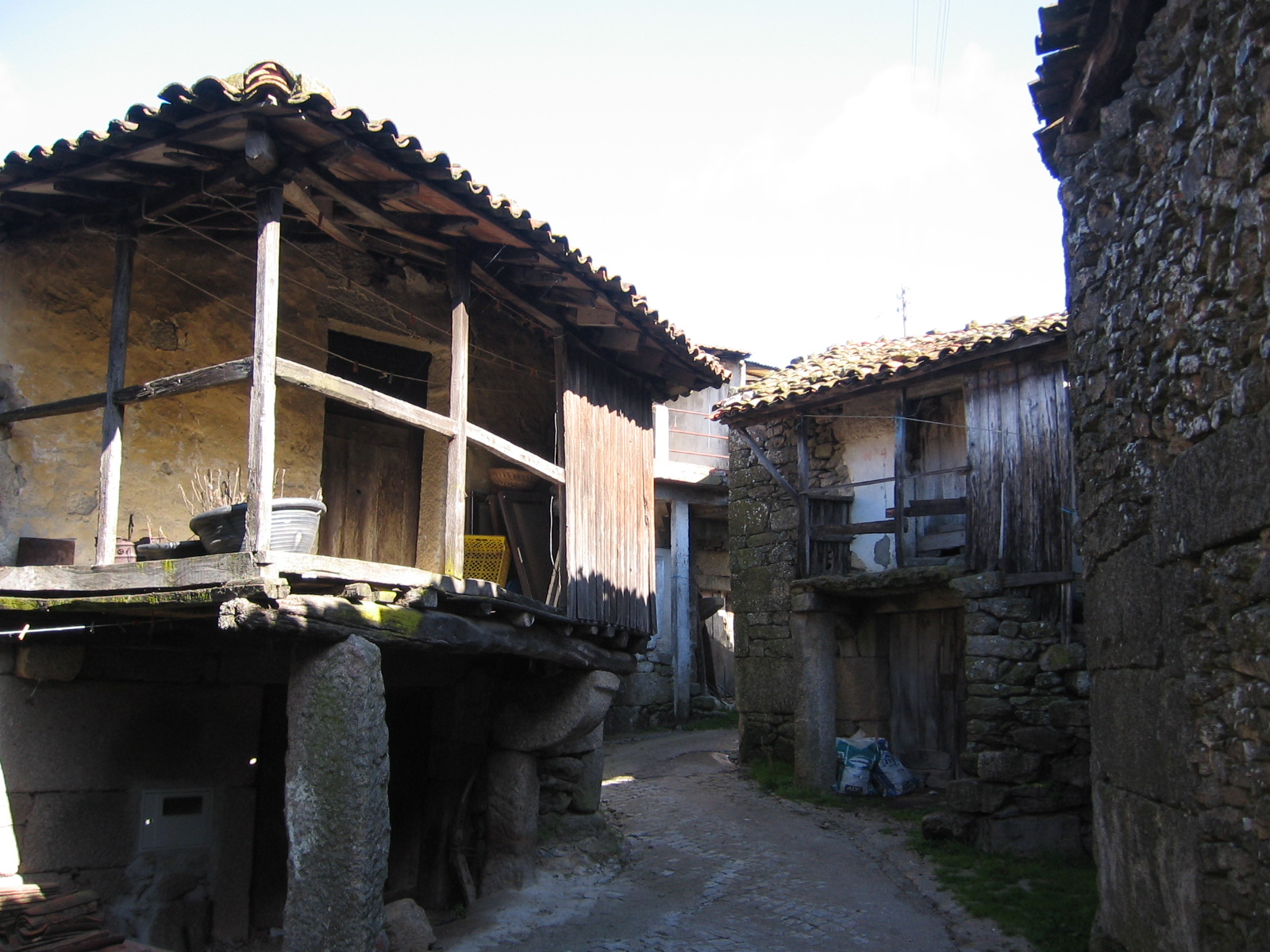
Gassen im alten Dorfkern

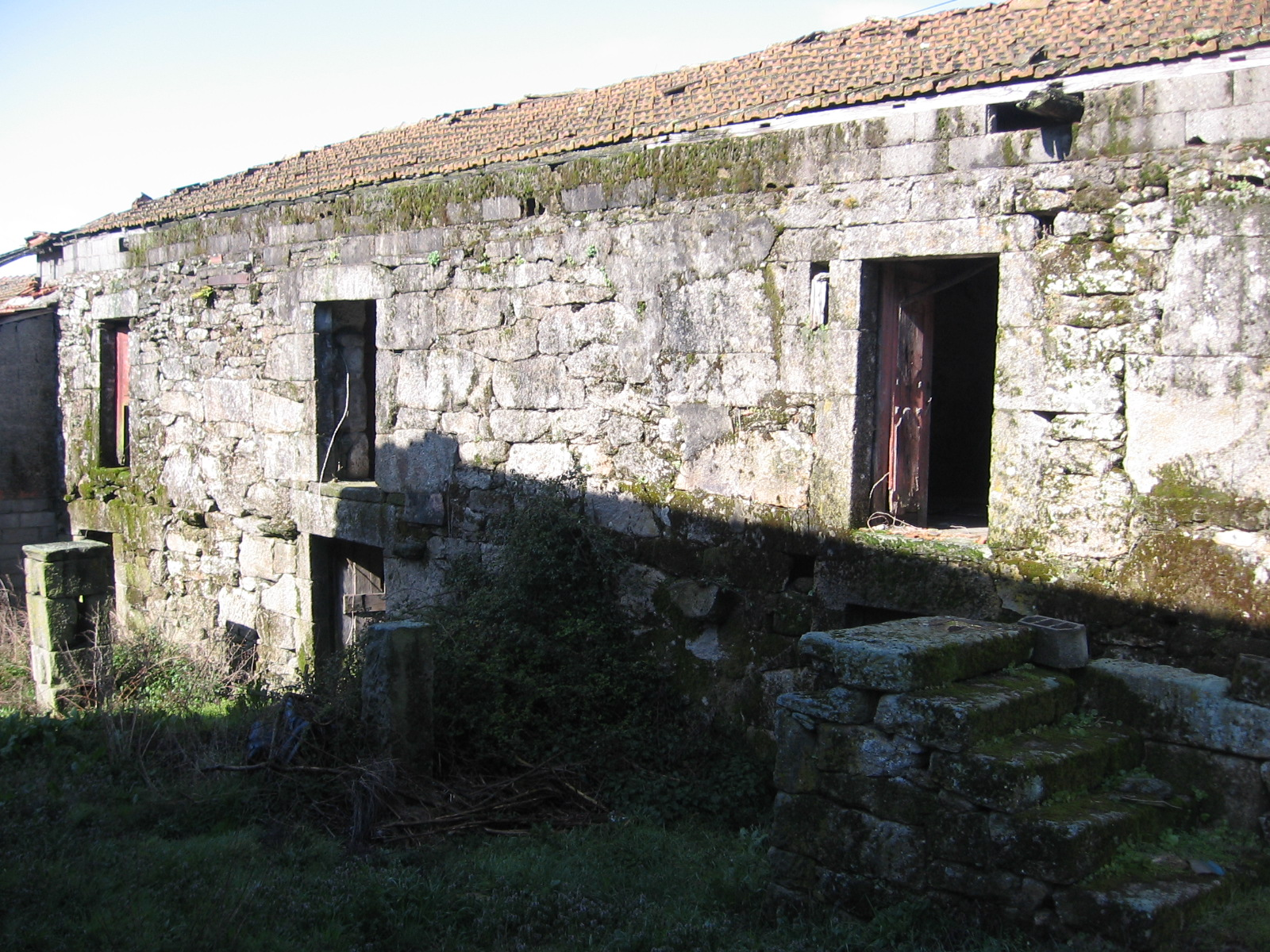
Vor der Grenzkorrektur 1864 erbautes Haus: die rechte Tür lag bereits in Spanien

Am 29. September 2013 wurden die Gemeinden Soutelinho da Raia und Calvão zur neuen Gemeinde União das Freguesias de Calvão e Soutelinho da Raia zusammengeschlossen.

## Geografie
Der Ort liegt in der Region Alto Trás-os-Montes, an der spanisch-portugiesischen Grenze im Norden des Landes. Er ist 16 km von der südöstlich gelegenen Kreisstadt Chaves entfernt.

## Kultur, Sport und Sehenswürdigkeiten
Unter den Baudenkmälern des Ortes ist die spätbarocke, erstmals im 16. Jahrhundert erbaute Gemeindekirche Igreja Paroquial de Soutelinho da Raia (auch Igreja de Santo António), und den Gemeindebrunnen Fonte e Tanque da Mina aus dem 18. Jahrhundert.
Der Kultur- und Sportverein Centro Cultural e Desportivo de Soutelinho da Raia ist ein bedeutender Akteur im Gemeindeleben. Zudem finden in der Gemeinde regelmäßig Mountainbike-Wettbewerbe statt.